# Florida City
Florida City és una població dels Estats Units a l'estat de Florida. Segons el cens del 2000 tenia 7.843 habitants.

## Demografia
Segons el cens del 2000, Florida City tenia 7.843 habitants, 2.247 habitatges, i 1.727 famílies. La densitat de població era de 940,4 habitants/km².
Dels 2.247 habitatges en un 46,5% hi vivien nens de menys de 18 anys, en un 35,6% hi vivien parelles casades, en un 34% dones solteres, i en un 23,1% no eren unitats familiars. En el 18,1% dels habitatges hi vivien persones soles el 6,7% de les quals corresponia a persones de 65 anys o més que vivien soles. El nombre mitjà de persones vivint en cada habitatge era de 3,48 i el nombre mitjà de persones que vivien en cada família era de 3,95.
Per edats la població es repartia de la següent manera: un 39,7% tenia menys de 18 anys, un 11% entre 18 i 24, un 26,3% entre 25 i 44, un 15,8% de 45 a 60 i un 7,2% 65 anys o més.
L'edat mitjana era de 24 anys. Per cada 100 dones de 18 o més anys hi havia 89,7 homes.
La renda mitjana per habitatge era de 14.923 $ i la renda mitjana per família de 18.777 $. Els homes tenien una renda mitjana de 23.622 $ mentre que les dones 20.060 $. La renda per capita de la població era de 8.270 $. Entorn del 41,7% de les famílies i el 43,3% de la població estaven per davall del llindar de pobresa.

## Poblacions més properes
El següent diagrama mostra les poblacions més properes.